# La Fiancée du spahi
La Fiancée du spahi è un cortometraggio muto del 1912 scritto e diretto da Camille de Morlhon.

## Produzione
Il film fu prodotto dalla Pathé Frères.

## Distribuzione
Distribuito dalla Pathé Frères, uscì nelle sale cinematografiche francesi il 6 settembre 1912. Negli Stati Uniti, la Pathé lo distribuì attraverso la General Film Company, facendolo uscire il 12 novembre 1912 con il titolo The Spahi's Fiancée.
Nelle proiezioni, veniva programmato con il sistema dello split reel, accorpato in un'unica bobina con un altro cortometraggio.